# Herten (Allemagne)
Pour les articles homonymes, voir Herten.

Herten (en allemand : /ˈhɛʁtn̩/,, ? Écouter [Fiche]) est une ville allemande de Rhénanie-du-Nord-Westphalie, comptant 61 910 habitants, située dans l'arrondissement de Recklinghausen et le district de Münster.

## Histoire
La ville est mentionnée pour la première fois aux environs de l'an 1050 sous le nom Herthene. Herten comptait 891 habitants en 1867, 3 616 en 1890 et 6 698 en 1895. Vers la fin du XIXe siècle la ville de Herten s'est rapidement développée pour devenir une ville minière. En 1936, Herten comptait 33 000 habitants et a reçu les privilèges et les droits d'une ville. Pendant la Seconde Guerre mondiale, la ville de Herten ne fut pas gravement endommagée et seulement 16% de la ville fut détruit. Plusieurs villages sont intégrés à Herten en 1926 et en 1975.  Ainsi la ville atteint une population de 70 647 en 1975, le maximum de son histoire.  Dès les années 1970, la ville souffre de la fermeture des mines de charbon. La dernière mine a fermé ses portes en 2008. 
| Appartenances historiques Électorat de Cologne 1050-1803 Duché d'Arenberg-Meppen 1803-1810 Grand-duché de Berg 1810-1813 Royaume de Prusse (Province de Westphalie) 1815-1918 République de Weimar 1918-1933 Reich allemand 1933-1945 Allemagne occupée 1945-1949 Allemagne 1949-présent |

## Bâtiments et sites notables
Le château Wasserschloss Herten, qui est mentionné pour la première fois en 1376, est situé dans un magnifique parc. Le parc fut réaménagé en parc paysager de style anglais entre 1814 et 1817 par Maximilian Weyhe, jardinier de la cour à Düsseldorf. Le bâtiment principal, construit vers l'an 1702, est entouré de douves. La chapelle de style gothique tardif date du XVIe siècle. L'ancienne orangerie du château fut construite en 1725 et elle servait d'abri pour l'hivernage de plantes exotiques et de salle de fêtes. La « Maison du Tabac » (Tabakhaus) est un pavillon de style Louis XVI dans le parc.
L'église de Saint-Antoine, consacrée en 1884, est l'église la plus importante de la ville.
Comme la ville ne fut guère détruite pendant la Seconde Guerre mondiale, il y a beaucoup de maisons au centre de Herten, construites pendant le boom économique de la fin du XIXe siècle, qui représent le style de la Gründerzeit. Contrairement au centre, les quartiers Bertlich, Disteln, Langenbochum et Scherlebeck sont empreints de  corons traditionnels modernisés.
Beaucoup de maisons à colombages intéressantes se situent à Westerholt, un village intégré à Herten en 1975. Le centre du village est inscrit au patrimoine culturel depuis 1991. Le château Schloss Westerholt, construit entre 1830 et 1833, sert de restaurant et d'hôtel. 

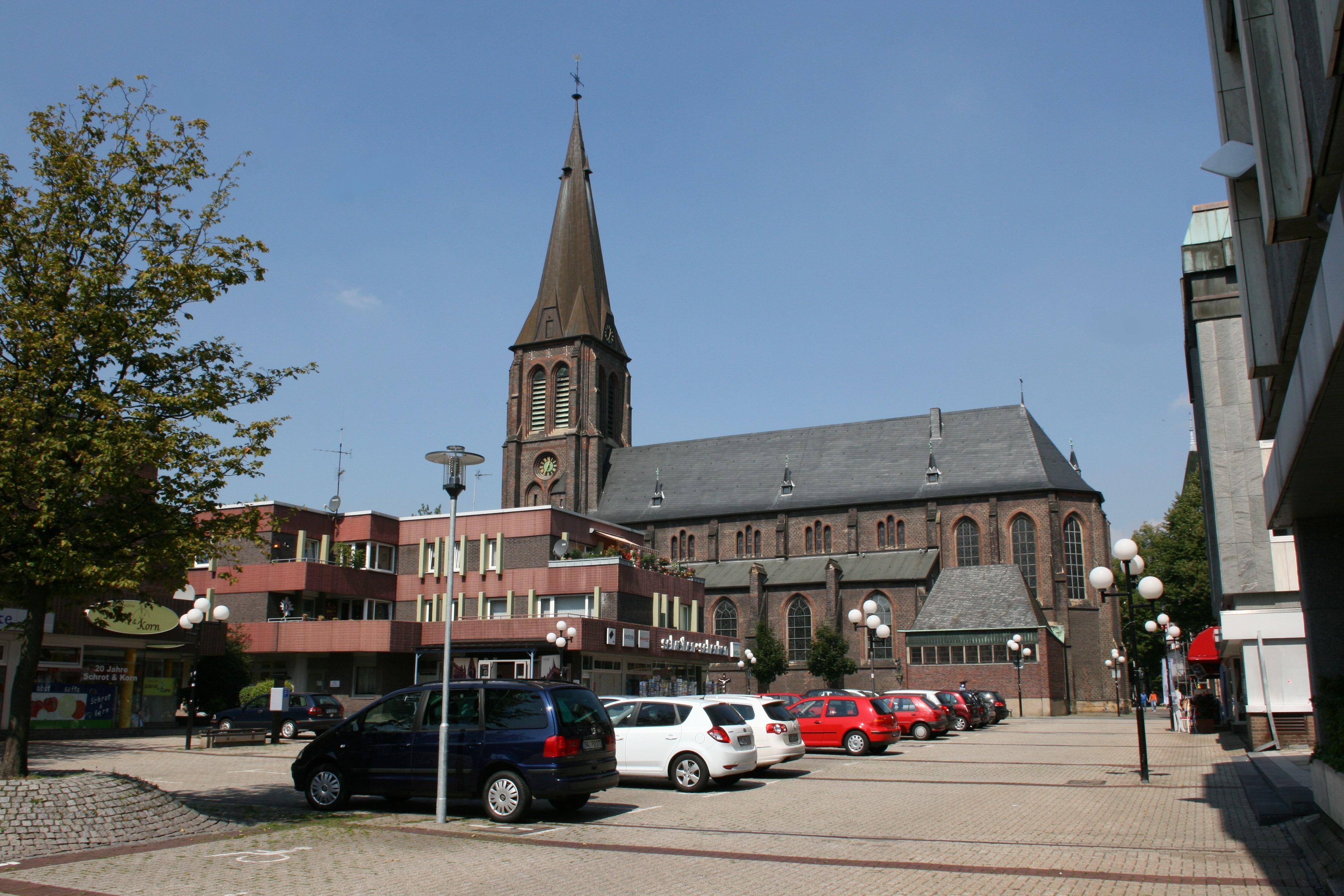
L'église de Saint-Antoine

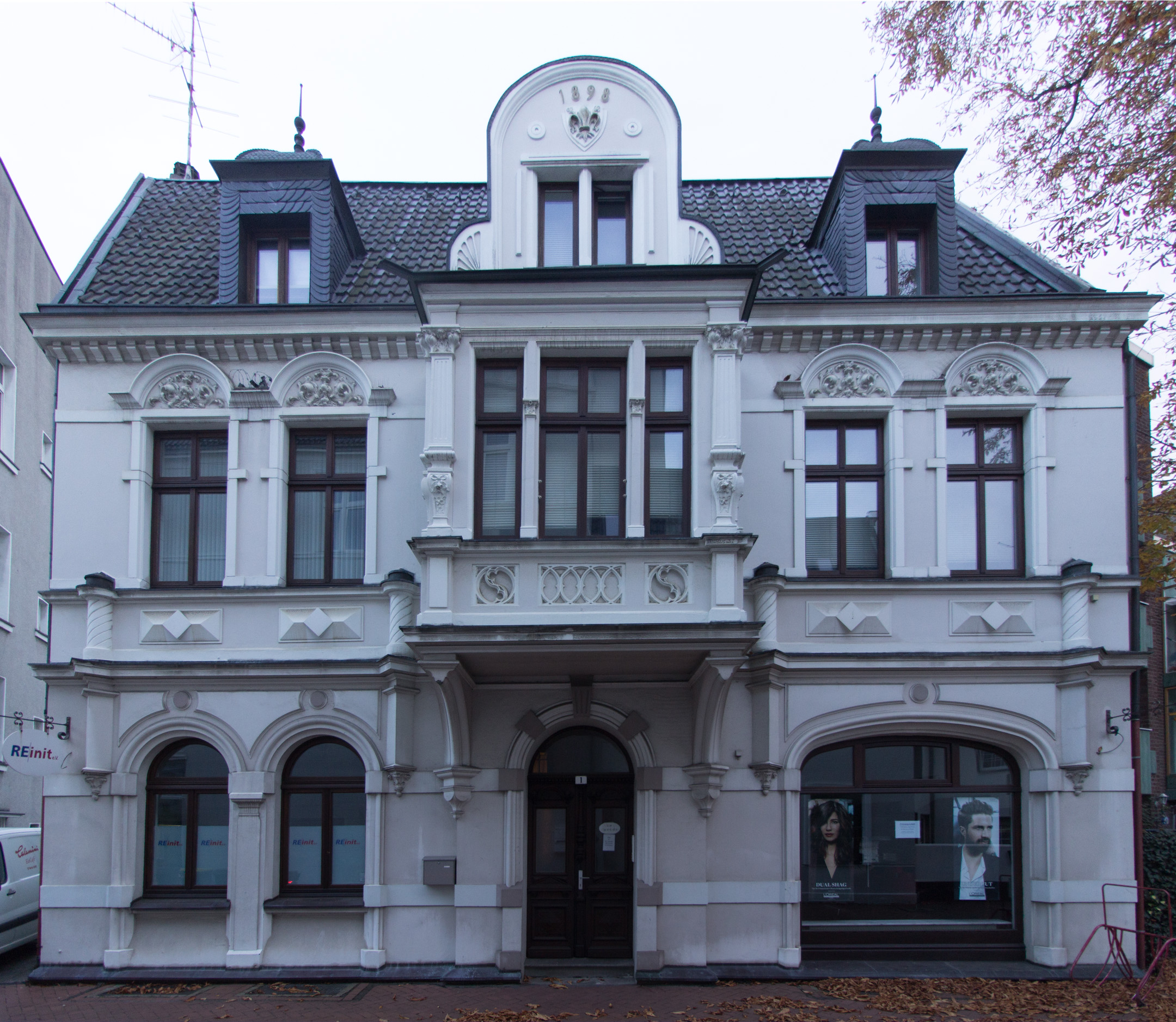
Maison de la Gründerzeit au centre

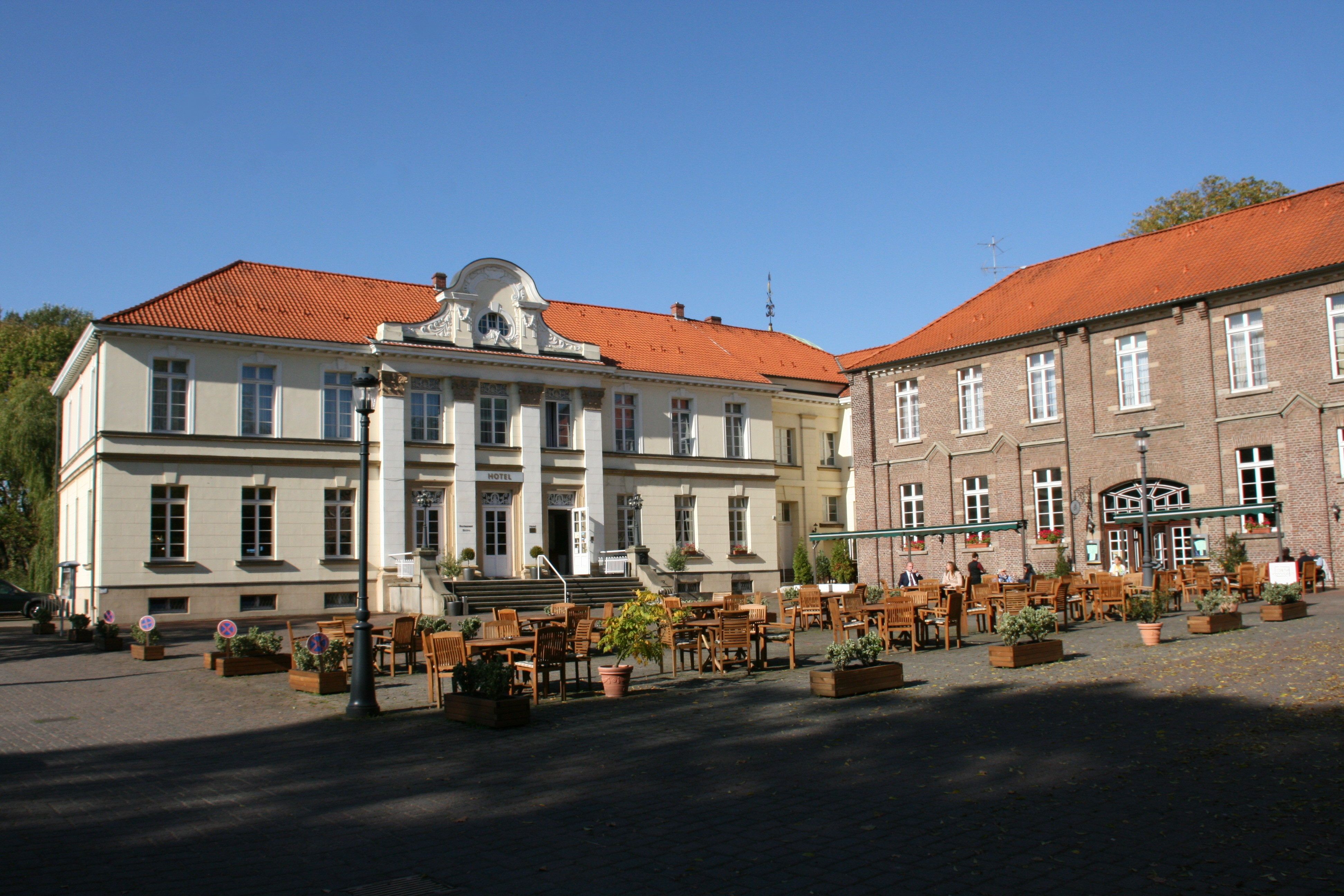
Le château Schloss Westerholt

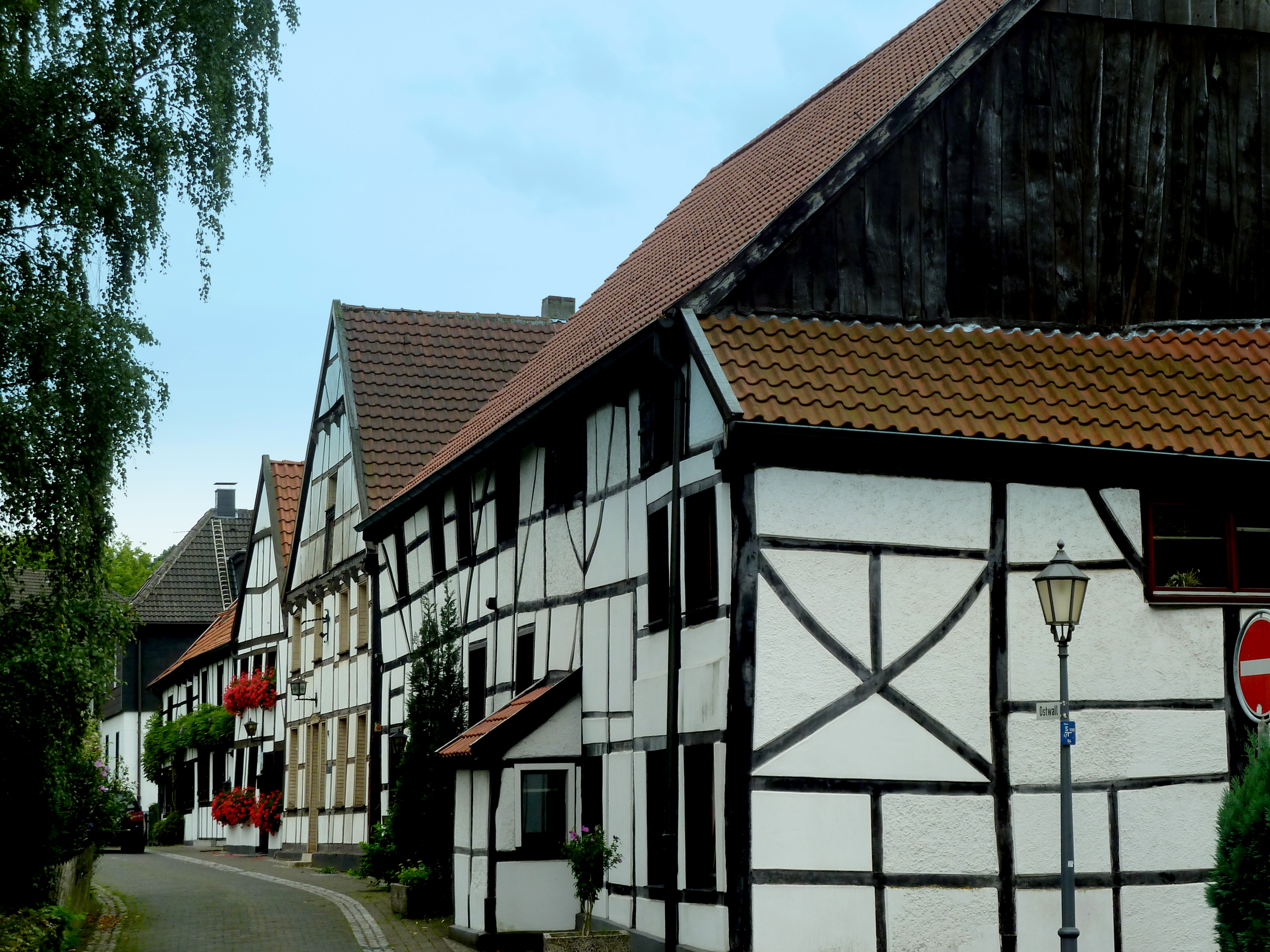
Le quartier Westerholt

## Transports
Herten est traversée par l'autoroute allemande 2 (Bundesautobahn 2 en allemand), qui la relie vers l'est à Berlin via Dortmund, Hanovre et Magdebourg, et vers l'ouest à  Duisbourg via  Oberhausen.
En 1905 fut construite une ligne ferroviaire de double voie entre Oberhausen et la ville de Hamm avec une gare au nord du centre de Herten. Dès les années 1960, le transport des voyageurs sur la ligne devint non rentable. En 1983, la ligne fut fermée pour le transport des voyageurs et l'ancienne gare de Herten fut transformée en un bâtiment residentiel. Pendant des dizaines d'années, Herten était la ville allemande la plus grande sans aucune communication ferroviaire pour des voyageurs. Après 2020, la ligne ferroviaire existante a été modernisée pour le transport des marchandises et des voyageurs. La nouvelle gare de Herten, en voie de construction à partir de 2021, fut inaugurée le 11 décembre 2022. Dès décembre 2022, Herten est de nouveau desservie par des trains régionaux et se trouvera également raccordée au réseau urbain de la S-Bahn Rhin-Ruhr.

## Jumelages
La ville de Herten est jumelée avec:
- Arras (France) depuis le 10 juin 1984
- Doncaster (Royaume-Uni) depuis le 20 février 1989
- Schneeberg (Allemagne) depuis le 1er septembre 1990
- Szczytno (Pologne) depuis le 31 janvier 2009